# Ondřej Palát
Ondřej Palát (* 28. března 1991 Frýdek-Místek) je český profesionální hokejový útočník momentálně hrající kanadsko-americkou National Hockey League (NHL) za americký klub New Jersey Devils. V letech 2020 a 2021 získal Stanley Cup s týmem Tampa Bay Lightning a s českou hokejovou reprezentací vyhrál Mistrovství světa 2024.

## Hráčská kariéra
Palát začínal svoji hokejovou kariéru ve Frýdku-Místku. Dále hrál ve Vítkovicích, odkud odešel do Juniorské kanadské hokejové soutěže QMJHL do týmu Drummondville Voltigeurs.
V roce 2011 byl v 7. kole (jako 208. celkově) draftován týmem Tampa Bay Lightning. Dne 10. října 2011 podepsal s Tampou Bay tříletou nováčkovskou smlouvu. Smlouva obsahovala dvoucestný kontrakt s cap hitem 579 000 dolarů za sezonu. Poté, co se stal hráčem Lightning, byl poslán do farmářského týmu Norfolk Admirals, kde odehrál celou sezónu 2011/2012. S týmem zvítězil v základní části a v bojích o Calderův pohár nenašlo jeho mužstvo žádného přemožitele a suverénně tak zvítězilo. Pro Paláta to tak byla první velká trofej v jeho začínající hokejové kariéře. V playoff zaznamenal 9 bodů za 4 branky a 5 asistencí.
Následující rok změnilo vedení Tampy farmářský klub a získalo tak mužstvo Syracuse Crunch, které dříve patřilo pod Anaheim Ducks. Palát se tak musel stěhovat. V základní části si v 56 utkáních připsal 52 bodů a za předváděné výkony si ho Tampa ke konci základní části stáhla do hlavního mužstva. Dne 5. března 2013 se dočkal premiérového zápasu v NHL proti Pittsburghu Penguins a hned si připsal asistenci u gólu kanadského útočníka Taylora Pyatta. Prvního gólu v NHL se dočkal 16. března 2013 proti týmu Carolina Hurricanes, kdy po střele Samiho Sala od modré čáry tečoval puk bruslí za záda bezmocného Justina Peterse. Tým nepostoupil do vyřazovacích bojů a tak byl Palát poslán zpět na farmu. Se Syracuse Crunch došel až do finále, kde ale narazil na Grand Rapids Griffins v čele s českým brankářem Petrem Mrázkem a v sérii mu podlehl 2:4 na zápasy. Malou útěchou ale pro Paláta mohlo být vítězství v produktivitě AHL, kde si v 18 zápasech připsal 26 bodů a s 19 asistencemi byl nejlepším nahrávačem vyřazovacích bojů.
V sezóně 2013/2014 se už natrvalo ukotvil v hlavním mužstvu a po zranění kapitána Stevena Stamkose se rázem stal jedním z vůdců týmu. Do konce základní části zaznamenal 59 bodů za 26 branek a 36 asistencí a byl tak 2. nejproduktivnějším hráčem svého výběru a zároveň 4. nejproduktivnějším Čechem v severoamerické lize. S týmem po ukončení základní části skončil na 8. místě a dostal se tak do bojů o Stanley Cup. V prvním kole ale narazil na kanadský Montreal Canadiens a po snadném průběhu série mu podlehl 0:4. Ve 3 zápasech Palát zaznamenal 3 body za 2 góly a asistenci.
Dne 9. června 2014 Lightning oznámili, že prodloužili s Palátem smlouvu o tři roky, za které měl vydělat celkem 10 milionů dolarů.
V sezóně 2019/2020 vyhrál s týmem Tampa Bay Lightning Stanley Cup a zároveň se stal s 11 góly třetím nejlepším střelcem ročníku play off. V další sezóně se mu povedlo se stejným týmem Stanley Cup obhájit. V létě 2022 přestoupil z Tampy do klubu New Jersey Devils.
V roce 2022 vyhrál českou anketu Zlatá hokejka, ve níž o 4 body porazil držitele předchozích pěti Zlatých hokejek Davida Pastrňáka.

## Reprezentační kariéra
Po výsledcích v NHL ho Alois Hadamczik nominoval na olympijský hokejový turnaj v ruském Soči. S českým týmem došel do čtvrtfinále, kde je zastavilo mužstvo USA. Palát si ve 4 zápasech nepřipsal ani bod. V roce 2019 jel na MS do Bratislavy, kde dal svůj první reprezentační gól na seniorských turnajích, když se trefil ve čtvrtfinále proti Německu. Na vítězném Mistrovství světa 2024 konaném v Praze a Ostravě nastupoval jako alternující kapitán. Na turnaji vstřelil 3 góly a zaznamenal 3 asistence.

## Osobní život
V srpnu 2016 se v jihomoravském Zaječí oženil se svojí přítelkyní Barborou Bartíkovou. V listopadu 2018 se jim narodila dcera Adéla. Koncem roku 2024 se jim narodila druhá dcera Olivie.

## Ocenění a úspěchy
- 2007 ČHL-18 – Nejlepší hráč v pobytu na ledě (+/-)
- 2007 ČHL-18 – Nejlepší nahrávač v playoff
- 2007 ČHL-18 – Nejlepší hráč v pobytu na ledě v playoff (+/-)
- 2008 D1-A – Nejlepší střelec
- 2013 AHL – Nejlepší nahrávač v playoff
- 2013 AHL – Nejproduktivnější hráč v playoff
- 2014 NHL – All-Rookie Tým
- 2014 NHL – Nejlepší nováček měsíce ledna 2014
- 2014 NHL – Nejlepší nováček měsíce března 2014
- 2022 – Zlatá hokejka

## Prvenství
- Debut v NHL – 4. března 2013 (Pittsburgh Penguins proti Tampa Bay Lightning)
- První asistence v NHL – 4. března 2013 (Pittsburgh Penguins proti Tampa Bay Lightning)
- První gól v NHL – 16. března 2013 (Tampa Bay Lightning proti Carolina Hurricanes, brankáři Justin Peters)

## Klubová statistika
| Sezóna      | Klub                     | Soutěž      |     | Základní část | Základní část | Základní část | Základní část | Základní část |    | Play off | Play off | Play off | Play off | Play off |
| Sezóna      | Klub                     | Soutěž      | Z   | G             | A             | B             | TM            | Z             | G  | A        | B        | TM       |          |          |
| 2005/2006   | HC Frýdek-Místek 18      | ČHL-18 2    | 14  | 10            | 7             | 17            | 6             | —             | —  | —        | —        | —        |          |          |
| 2005/2006   | HC Vítkovice Steel 18    | ČHL-18      | 22  | 2             | 7             | 9             | 4             | 10            | 0  | 0        | 0        | 0        |          |          |
| 2006/2007   | HC Frýdek-Místek 18      | ČHL-18 2    | 7   | 7             | 11            | 18            | 6             | —             | —  | —        | —        | —        |          |          |
| 2006/2007   | HC Vítkovice Steel 18    | ČHL-18      | 33  | 32            | 24            | 56            | 18            | 9             | 3  | 6        | 9        | 4        |          |          |
| 2006/2007   | HC Vítkovice Steel 20    | ČHL-20      | 13  | 5             | 2             | 7             | 12            | 3             | 0  | 0        | 0        | 0        |          |          |
| 2007/2008   | HC Frýdek-Místek 18      | ČHL-18 2    | 3   | 13            | 4             | 17            | 0             | —             | —  | —        | —        | —        |          |          |
| 2007/2008   | HC Vítkovice Steel 18    | ČHL-18      | 4   | 2             | 3             | 5             | 0             | 2             | 1  | 1        | 2        | 2        |          |          |
| 2007/2008   | HC Vítkovice Steel 20    | ČHL-20      | 42  | 19            | 18            | 37            | 28            | 2             | 1  | 0        | 1        | 2        |          |          |
| 2008/2009   | HC Vítkovice Steel 20    | ČHL-20      | 42  | 23            | 33            | 56            | 14            | 10            | 8  | 6        | 14       | 12       |          |          |
| 2009/2010   | Drummondville Voltigeurs | QMJHL       | 59  | 17            | 23            | 40            | 24            | 7             | 1  | 1        | 2        | 0        |          |          |
| 2010/2011   | Drummondville Voltigeurs | QMJHL       | 61  | 39            | 57            | 96            | 24            | 10            | 4  | 7        | 11       | 6        |          |          |
| 2011/2012   | Norfolk Admirals         | AHL         | 61  | 9             | 21            | 30            | 10            | 18            | 4  | 5        | 9        | 6        |          |          |
| 2012/2013   | Syracuse Crunch          | AHL         | 56  | 13            | 38            | 51            | 35            | 18            | 7  | 19       | 26       | 12       |          |          |
| 2012/2013   | Tampa Bay Lightning      | NHL         | 14  | 2             | 2             | 4             | 0             | —             | —  | —        | —        | —        |          |          |
| 2013/2014   | Tampa Bay Lightning      | NHL         | 81  | 23            | 36            | 59            | 20            | 3             | 2  | 1        | 3        | 0        |          |          |
| 2014/2015   | Tampa Bay Lightning      | NHL         | 75  | 16            | 47            | 63            | 24            | 26            | 8  | 8        | 16       | 12       |          |          |
| 2015/2016   | Tampa Bay Lightning      | NHL         | 62  | 16            | 24            | 40            | 20            | 16            | 4  | 6        | 10       | 14       |          |          |
| 2016/2017   | Tampa Bay Lightning      | NHL         | 75  | 17            | 35            | 52            | 39            | —             | —  | —        | —        | —        |          |          |
| 2017/2018   | Tampa Bay Lightning      | NHL         | 56  | 11            | 24            | 35            | 6             | 17            | 6  | 6        | 12       | 2        |          |          |
| 2018/2019   | Tampa Bay Lightning      | NHL         | 64  | 8             | 26            | 34            | 20            | 4             | 1  | 0        | 1        | 2        |          |          |
| 2019/2020   | Tampa Bay Lightning      | NHL         | 69  | 17            | 24            | 41            | 22            | 25            | 11 | 7        | 18       | 10       |          |          |
| 2020/2021   | Tampa Bay Lightning      | NHL         | 55  | 15            | 31            | 46            | 26            | 23            | 5  | 8        | 13       | 10       |          |          |
| 2021/2022   | Tampa Bay Lightning      | NHL         | 77  | 18            | 31            | 49            | 20            | 23            | 11 | 10       | 21       | 10       |          |          |
| 2022/2023   | New Jersey Devils        | NHL         | 49  | 8             | 15            | 23            | 6             | 12            | 3  | 4        | 7        | 6        |          |          |
| 2023/2024   | New Jersey Devils        | NHL         | 71  | 11            | 20            | 31            | 37            | —             | —  | —        | —        | —        |          |          |
| 2024/2025   | New Jersey Devils        | NHL         | 77  | 15            | 13            | 28            | 12            | 5             | 0  | 2        | 2        | 2        |          |          |
| NHL celkově | NHL celkově              | NHL celkově | 825 | 177           | 328           | 505           | 252           | 155           | 51 | 52       | 103      | 68       |          |          |

## Reprezentace
| Rok                       | Tým                       | Soutěž                    | Z  | G | A | B  | TM |
| ------------------------- | ------------------------- | ------------------------- | -- | - | - | -- | -- |
| 2008                      | Česko 18                  | MS-18                     | 5  | 6 | 2 | 8  | 2  |
| 2009                      | Česko 18                  | MS-18                     | 6  | 1 | 0 | 1  | 2  |
| 2011                      | Česko 20                  | MSJ                       | 6  | 2 | 1 | 3  | 0  |
| 2014                      | Česko                     | OH                        | 4  | 0 | 0 | 0  | 0  |
| 2016                      | Česko                     | SP                        | 3  | 0 | 1 | 1  | 0  |
| 2019                      | Česko                     | MS                        | 10 | 1 | 1 | 2  | 6  |
| 2024                      | Česko                     | MS                        | 10 | 3 | 3 | 6  | 4  |
| Juniorská kariéra celkově | Juniorská kariéra celkově | Juniorská kariéra celkově | 17 | 9 | 3 | 12 | 4  |
| Seniorská kariéra celkově | Seniorská kariéra celkově | Seniorská kariéra celkově | 27 | 4 | 5 | 9  | 10 |